# Distretto di Vaishali
Vaishali è un distretto dell'India di 2 712 389 abitanti, che ha come capoluogo Hajipur.